# أندريه بيجيك
أندريه بيجيك (بالإنجليزية: Andreja Pejic)‏ (مواليد 28 أغسطس 1991 ) موديل أسترالية من أب كرواتي، أم صربية  مواليد البوسنة والهرسك , أحد أبرز رموز صناعة الأزياء. في عام 2011 ، كان أندريا نجم ساطع في عالم الموضة ، حيث قلب الأنظار كعارض أزياء ذكري يسير في عروض أزياء ملابس نسائية لمصممين عالميين ، هذا المظهر الأنثوي في عالم الأزياء مكنه من الظهور في العديد من مجلات الموضة العالمية ، مثل فوغ الفرنسية، مشت في عروض جان بول غوتييه لأزياء الرجال والنساء على حد سواء، عرض مارك جاكوبس لأزياء الرجال،
في أوائل عام 2014 خضعت اندريا بيجيك لعملية تغيير جنس، وصرح في يوليو من نفس العام أنه أصبح امرأة متحولة جنسياً، لتصبح أكثر عارضات الأزياء المتحولات جنسياً شهرة في العالم.

## نشأته
ولدت أندريه بيجيك في توزلا ، يوغوسلافيا (الآن جزء من البوسنة والهرسك) ، والدته جادرانكا سافيتش ، صربية بوسنية ، ووالدها فلادو بيجيك ، كرواتي بوسني. حصل والديها على الطلاق بعد وقت قصير من ولادتها، خلال الحرب في البوسنة ،انتقلت مع والدته وشقيقه وجدتها في مخيم للاجئين بالقرب من بلغراد ، صربيا بعد مخيم اللاجئين ، استقرت الأسرة في قرية فويسكا بالقرب من سفيلايناك.
بعد قصف حلف شمال الأطلسي في عام 1999 ، شعرت والدة أندريه في بعدم الأمان وقررت الشروع في عملية الهجرة ، فقرروا ترك صربيا و انتقلت العائلة إلى ملبورن ،أستراليا ، باعتبارهم لاجئين عندما كانت أندريه في ثامنة من عمرها .

## حياتها الشخصية
الرغم من أنها كان لديها العديد من الأصدقاء المقربين في السنوات القليلة الماضية ، إلا أنها عازبة حاليًا ولكنها تضيف ، «أنا منفتح على الحب».

## روابط خارجية
- أندريه بيجيك على موقع IMDb (الإنجليزية)
- أندريه بيجيك على موقع ألو سيني (الفرنسية)
- أندريه بيجيك على موقع ديسكوغز (الإنجليزية)
- أندريه بيجيك على موقع قاعدة بيانات الفيلم (الإنجليزية)
- أندريه بيجيك على موقع دليل عارضات الأزياء (الإنجليزية)
- Andreja Pejić at FTape.com
- "Andrej Pejic, Androgynous Model, In High Demand" at هافينغتون بوست